# Trójkąt dyjski
Trójkąt dyjski (cz. Dyjský trojúhelník, Moravskodyjský trojúhelník, dawniej Podyjský roh) – obszar na południu Czech, u zbiegu granic z Austrią i Słowacją. Jeden z trzech skrawków Dolnej Austrii przyłączonych do Czechosłowacji po rozpadzie monarchii habsburskiej. Niekiedy bywa włączany do innego z tych skrawków – pobliskiej Ziemi Valtickiej, z którą jednak nie graniczy.
Trójkąt dyjski leży w widłach dolnej Dyi i Morawy. Obszar jest niezamieszkany, trudno dostępny, stanowią go podmokłe nadrzeczne łęgi porośnięte lasem i pocięte korytami strumieni.
Obszar w widłach Dyi i Morawy należał do państwa Samona, później do państwa wielkomorawskiego, od X wieku – do Królestwa Czech, a od XI wieku – do Marchii Wschodniej, późniejszej Austrii. Mocą traktatu w Saint Germain z 10 września 1919 roku część gmin katastralnych Hohenau an der March (cz. Cáhnov) i Rabensburg (cz. Ranšpurk) – bezludny obszar o powierzchni 30 km² – została 31 lipca 1920 włączona do Czechosłowacji. Dziś należy do miast Brzecław i Lanžhot w powiecie Břeclav kraju południowomorawskiego.